# Blossa

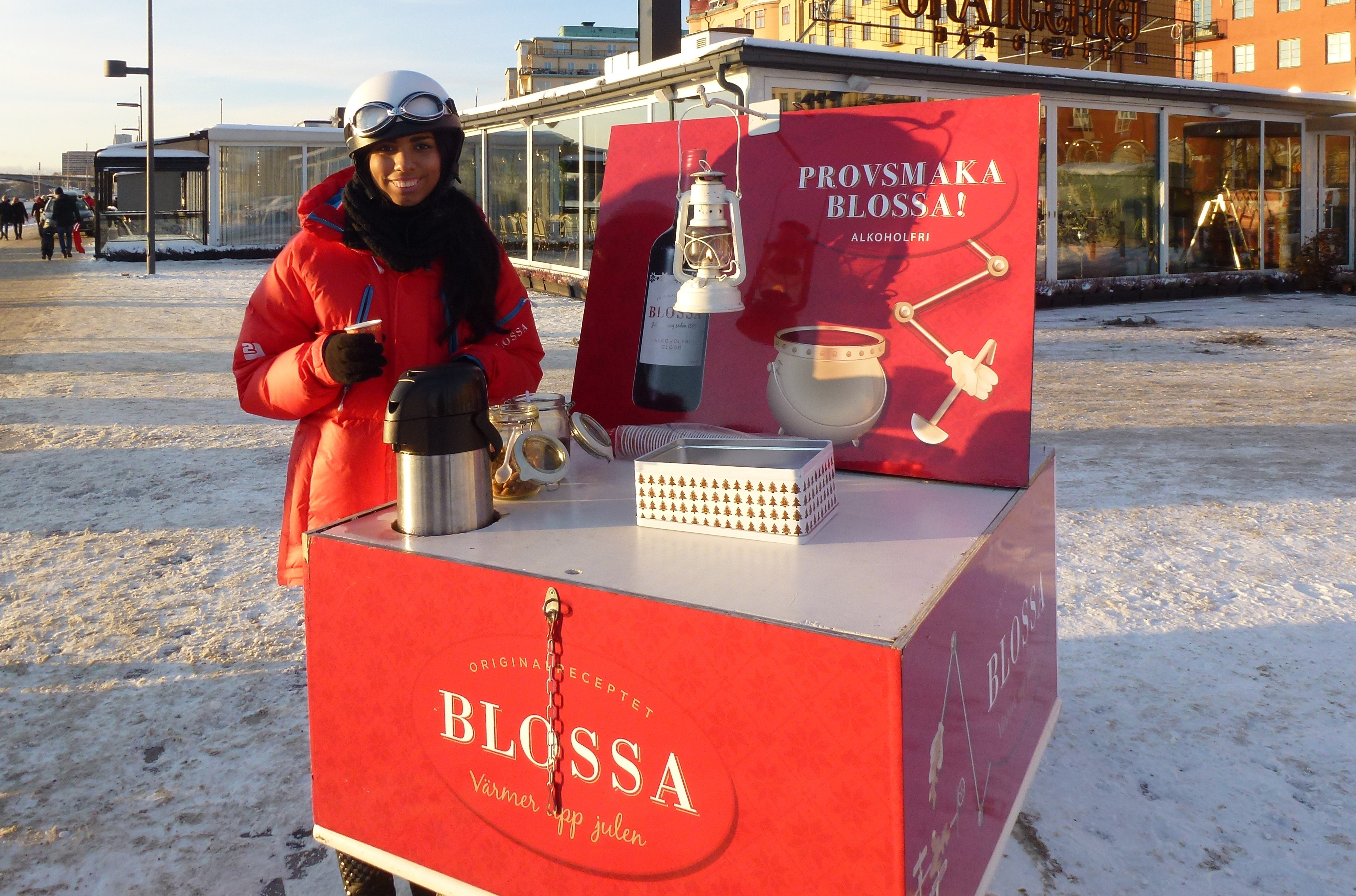
Provsmakning av alkoholfri Blossa på Norr Mälarstrand den första advent 2012.

Blossa är ett varumärke för glögg som ägs av Altia (tidigare Vin & Sprit) och den glögg som säljer mest i Sverige. Varumärket Blossa lanserades år 1993, men originalreceptet på glöggen är från 1895. Det finns 11 olika sorters glögg i sortimentet, plus årgångsglögg sedan 2003. I början av 1950-talet producerade V&S ca 750 000 liter glögg per år och 2009 såldes det ungefär 4,1 miljoner liter om året.

## Historia
I Stockholm var vinhandelsfirman J.D. Grönstedt & Co, grundat av Johan Daniel Grönstedt, verksamt från mitten av 1800-talet till början av 1900-talet. I deras vinglögg ingick flera olika viner som blandades med sockerlag, russin, sötmandel, kanel, kardemumma, nejlikor och ibland vanilj. Beredningen av glögg skedde i firmans lagerkällare i Gamla stan. Efter Vin- & Spritcentralens tillkomst 1917 uppfördes det nya vinlagerhuset vid S:t Eriksgatan. Här hade Grönstedts, som dotterbolag till Vin- & Spritcentralen, sin verksamhet under 1920-talet [källa behövs] .
Inför julen 1994 blev märket även känt för TV-reklamfilmen "Glöggen heter Blossa", där en grupp jultomtar medverkade. Liknande reklamfilmer producerades inför jularna 2007 och 2016.

## Framställning
Blossa framställs efter ett originalrecept från Grönstedts Vinhandel 1895. Produktionen skedde fram till 2008 i Vin & Sprits anläggning i Sundsvall. Kryddorna förvaras och förbereds i en fabrik i Åhus där kryddsprit framställs genom att kryddorna lakas ur i sprit under en månads tid. Det färdiga kryddmaceratet levereras sedan till fabriken i Sundsvall där beredningen utförs, vilket innebär att vinet, sockerlagen och kryddspriten blandas. Efter klarning och filtrering är glöggen färdig för tappning på butelj.
18 juni 2008 lämnade den sista svenska V&S producerade glöggen fabriksbandet, då V&S nye ägare Pernod Ricard valde att lägga ner fabriken i Sundsvall. Därefter har produktionen skett i Svendborg i Danmark. 2010 såldes Blossa och flera andra tidigare V&S-varumärken och tillhörande anläggningar till finska Altia.

## Sortiment
- Vit starkvinsglögg
- Röd starkvinsglögg
- Vit lättglögg
- Röd lättglögg
- Vinglögg
- Starkvinsglögg *** Cognac
- Starkvinsglögg *** Rom
- Lättglögg Lingon
- Lättglögg Apelsin
- Lättglögg Äpple
- Alkoholfri glögg

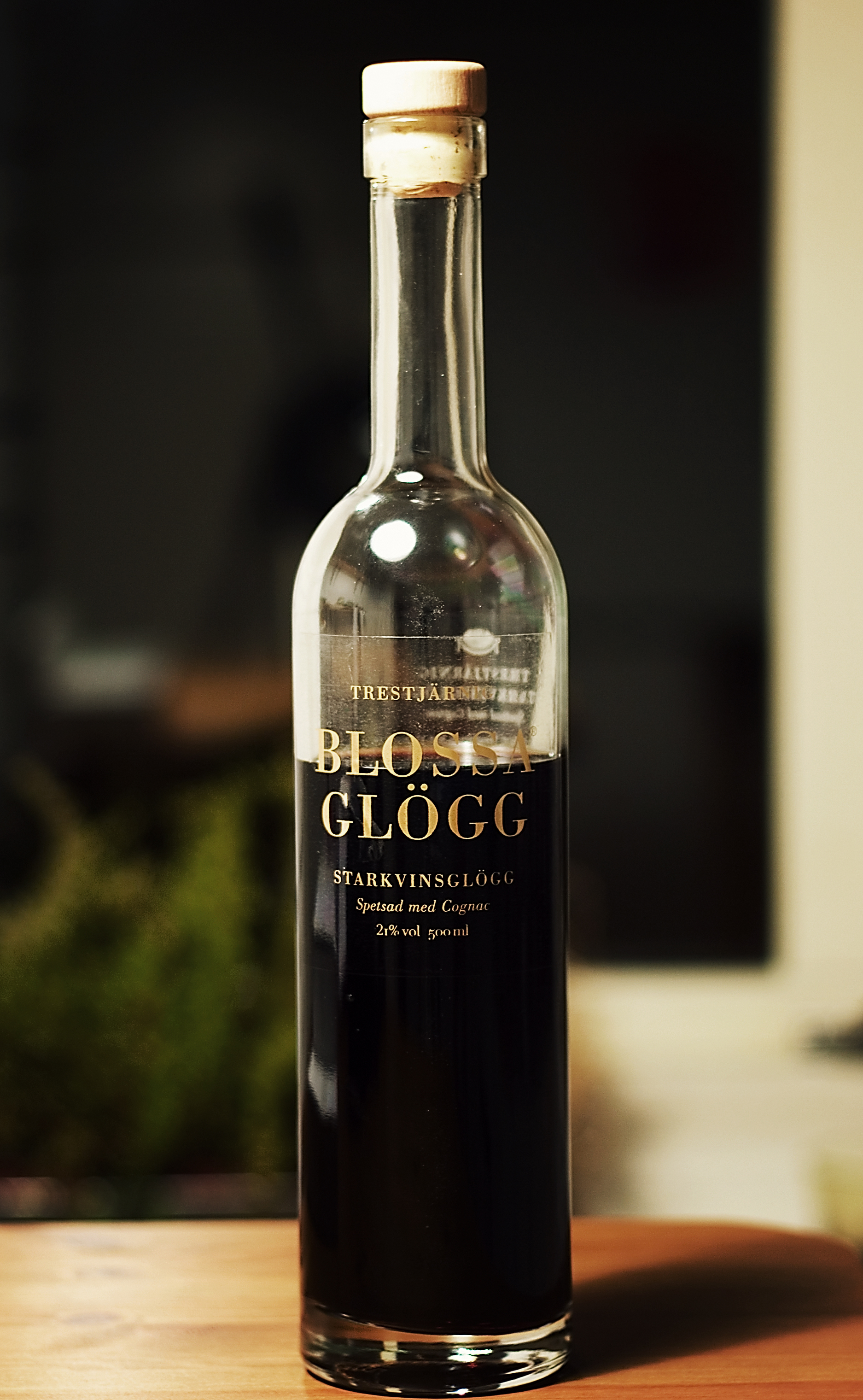
Blossa starkvinsglögg med Cognac.

- Sparkling & Spices (mouserande vin med glöggkryddor)[7]

## Årgångsglögg

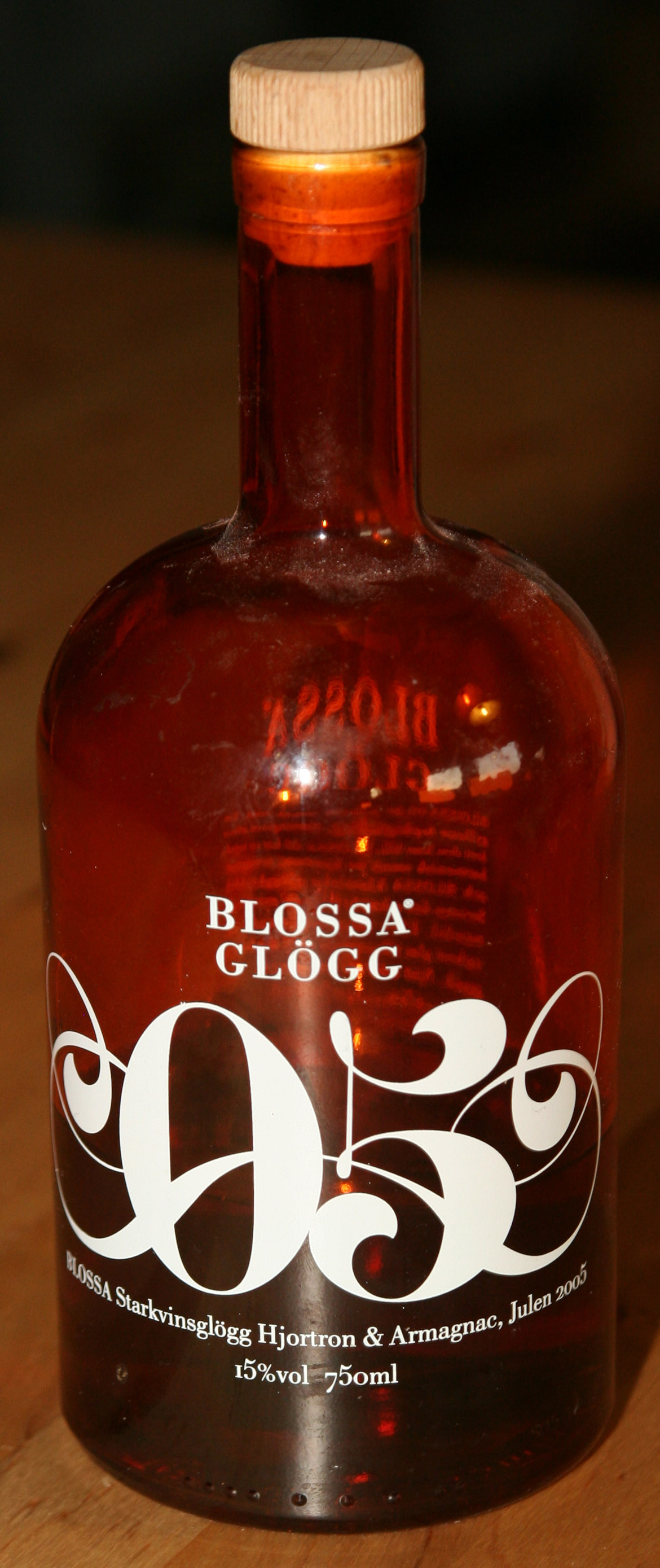
Blossas årgångsglögg 2005.

Sedan 2003 skapar Blossa en ny smak av sin vinglögg som bara säljs under en säsong. 2016–2021 såldes även en alkoholfri årgångsglögg kallad Blossa Hantverksglögg. 2023, i samband med 20-års jubiléet för årgångsglöggen, lanseras även en alkoholfri variant av årgångsglöggen, samtidigt säljs även en jubileumsutgåva av glöggen från 2004.
- 2003 Pomerans
- 2004 Vinteräpple
- 2005 Hjortron & Armagnac
- 2006 Lingon & Enbär
- 2007 Havtorn & Kanel
- 2008 Blåbär
- 2009 Clementin[12][13]
- 2010 Saffran
- 2011 Arabica
- 2012 Yuzu & Ingefära
- 2013 Dalecarlia[8] (Nypon och Hallon)[14]
- 2014 Lavendel[15]
- 2015 Earl grey[16]
- 2016 Kråkbär[17]

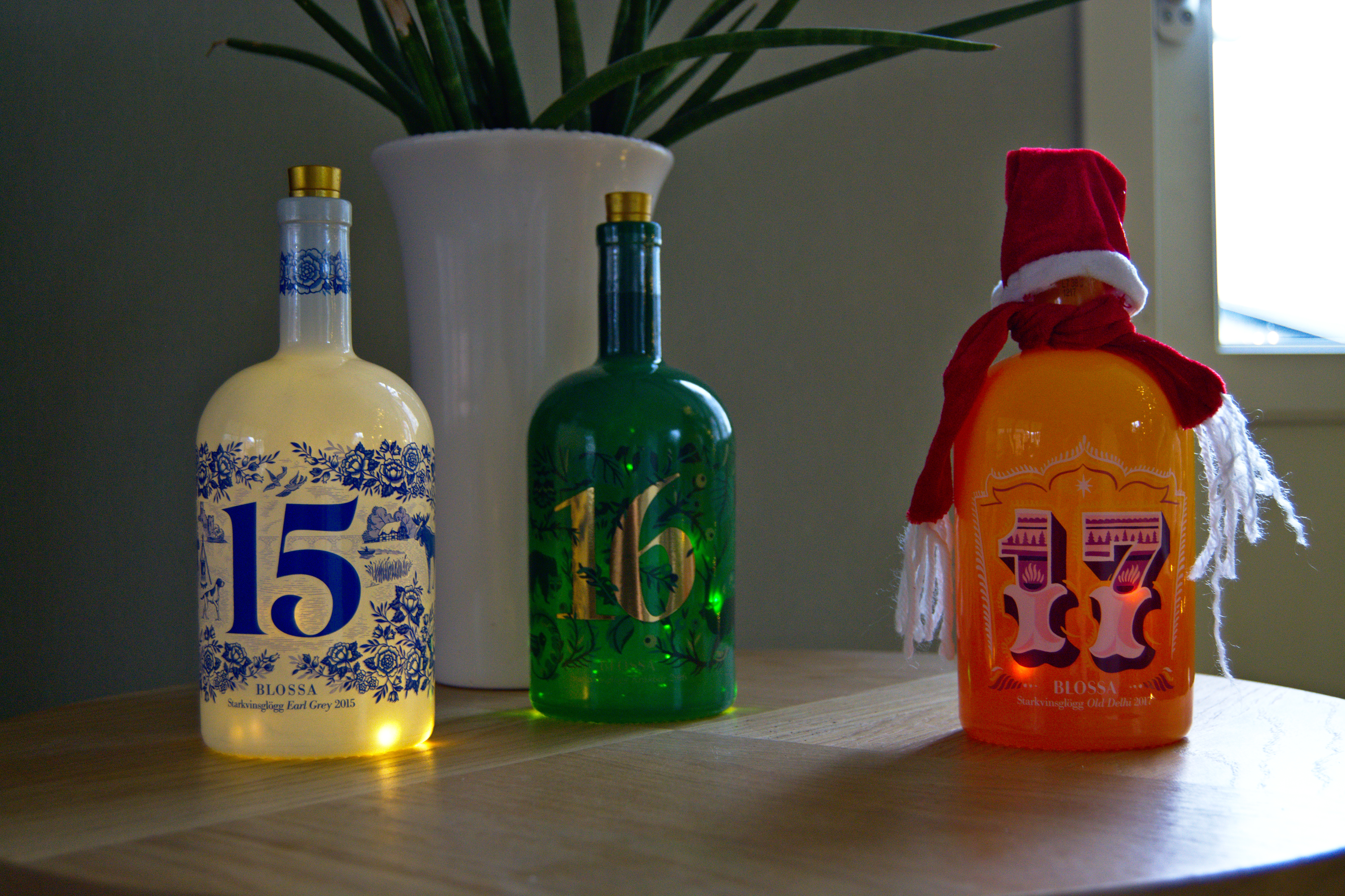
Blossas Årgångsglöggar 2015-2017

- 2017 Old Delhi (Mango, spiskummin och chili)[18]
- 2018 di Limone (Limoncello, rosmarin, timjan och basilika)[19]
- 2019 Aloha (passionsfrukt, hibiskusblomma)[20]
- 2020 Myntate (grönt te och mynta)[21]
- 2021 Valencia (apelsin)[22]
- 2022 New Orleans (rom, passionsfrukt, lime, jordgubbe, blåbär och chili)[23][24]
- 2023 Gamla Stan (hallon, humle)[10]
- 2024 Edinburgh (Whiskey, dulse)[25]

### Hantverksglögg
- 2016 Blåbär & Ingefära[9]
- 2017 Lingon Enbär[26]
- 2018 Svarta vinbär & stjärnanis[27]
- 2019 Äpple Vanilj[28]
- 2020 Svarta vinbär & stjärnanis (samma som 2018)[29]
- 2021 Apelsin Pomerans[30]